# Salamanca (tỉnh)

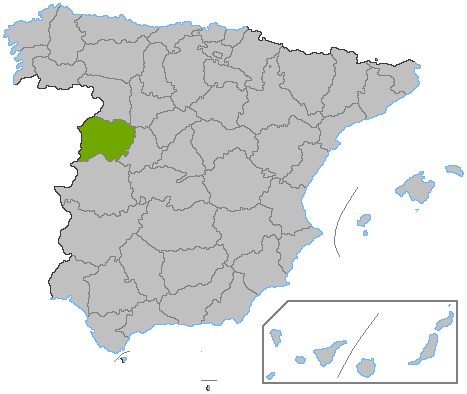
Tỉnh Salamanca

Salamanca là một tỉnh ở phía tây Tây Ban Nha, phía tây của cộng đồng tự trị Castile và León. Tỉnh này giáp các tỉnh Zamora, Valladolid, Ávila, and Cáceres, và Bồ Đào Nha.
Tỉnh có dân số 353.110 người (năm 2006), trong đó có 45% sinh sống ở tỉnh lỵ Salamanca. Có 362 đô thị ở tỉnh này. Tiếng León được nói ở vùng nông thôn tây bắc tỉnh.